# Ludwig Mies van der Rohe
Ludwig Mies Van Der Rohe (eredetileg: Ludwig Mies) (Aachen, 1886. március 27. – Chicago, 1969. augusztus 17.), német származású amerikai autodidakta építész.
Mies van der Rohe építész pályafutásának kezdetekor kialakított, és végig konok következetességgel dédelgetett építészeti ideákat valósított meg, mint az egységes, összefüggő tér gondolata (Barcelonától Illinois-ig), vagy az üvegfalú felhőkarcoló (ideális terveitől Chicagóig), tiszta szerkezeti rendszerek, az egyszerűség, a szerkezeti igényesség és építészeti esztétikai maximálisra való törekvés (Barcelonától az egyetemi és múzeumépületekig). Munkáira jellemző az átláthatóság és a modern építőanyagok használata, mint az üveg, a beton és az acél.

## Életpályája
Kőfaragómester édesapjának segítve ismerkedett meg az építészettel, de sohasem végzett építészeti tanulmányokat. 15 éves korában segédként aacheni építészeknél is dolgozott (jó rajzkészségének köszönhetően az épületek stukkódíszeihez készített rajzvázlatokat).

### Tanulmányai és kezdeti munkái
1905-ben egy berlini építésznél dolgozott, majd Bruno Paul (jeles szecessziós bútortervező) segédje lett. Két évvel később készített első megbízatásaként tervezett hagyományos külvárosi háza annyira lenyűgözte Peter Behrenst, az akkoriban legmodernebb német építészt, hogy a 21 éves Miesnek állást ajánlott irodájában, ahol akkoriban Walter Gropius és Le Corbusier is dolgozott. Behrensen keresztül ismerkedett meg a Deutscher Werkbund nevű, művészekből és iparosokból álló szervezettel amelynek tagjai a művészet és a technika szorosabb kapcsolatát szorgalmazták. Egy olyan új tervezői gyakorlat kialakításán fáradoztak, amely szellemi értéket kölcsönöz a gyári termékeknek, beleértve az épületeket is. Úgy vélték, hogy egy újfajta építészet keretei közt életre kelthető az ipari korszak Gesamtkultur-ja, azaz az ember által átalakított környezet új, egyetemes kultúrája. Ezekből a gondolatokból eredt az a modern művészeti-, iparművészeti és építészeti irányzat, amely rövid idő alatt átfogó nemzetközi mozgalomban teljesedett ki.
Behrens Schinkel XIX. század eleji építész tiszta, bátor és egyszerű klasszicista formái iránti vonzalma Miesre is átplántálódott és döntően befolyásolta a Gesamtkultur építészeti stílusának keresésében. Szerinte Schinkel épületeinek elegáns tisztasága testesítette meg legtökéletesebben a XX. századi városi környezetet. Nagy hatással volt Miesre Hendrik Petrus Berlage, a modern holland építészet úttörője is, tőle eredt a tégla mint anyag iránti szeretete, és a holland mester filozófiájából táplálkozott Miesnek az „építészeti egységről” és a „szerkezeti őszinteségről” kialakult elve is.

### Munkássága a Weimari Köztársaság idején

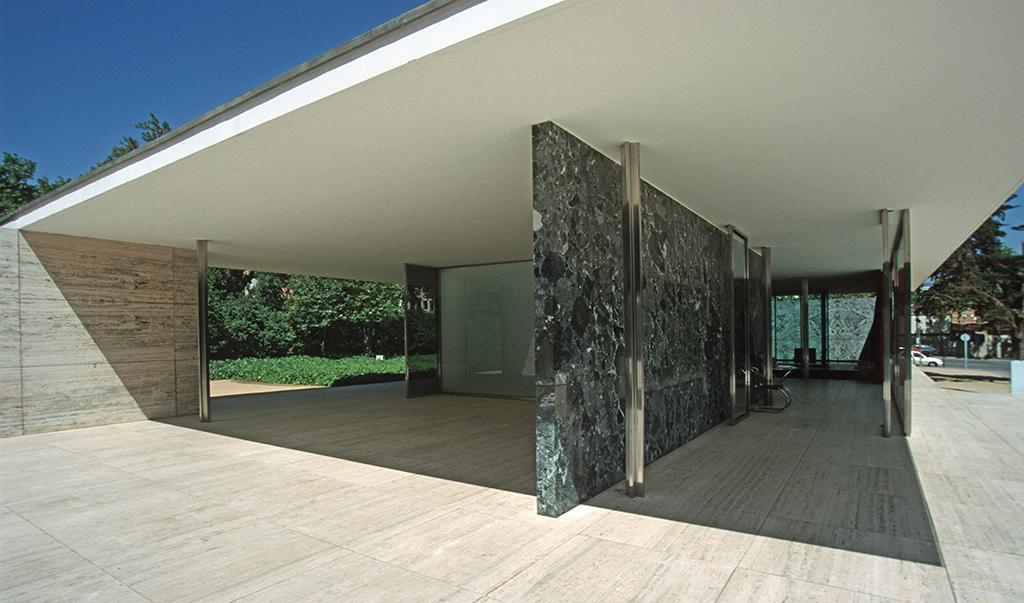
A barcelonai német pavilon, 1929

Az első világháborúban a Balkánon épített utakat és hidakat. 1918-ban, a demokratikus Weimari Köztársaság megalakulása elősegítette a haladó képző- és iparművészek, építészek új ötleteinek felszínre törését. A Bauhaus, az építészet, a festészet, a szobrászat és iparművészet akkoriban megalakult avantgárd művészeti iskolájának kiáltványa szerint nemcsak új kifejezési formákat kell keresni, hanem létre kell hozni mindezek szellemi-, technikai- és funkcionális egységét (mint hangoztatták, az “egységes épületet”).
Ebben az időben Mies több haladó építészeti csoporthoz csatlakozott, kiállításokat szervezett, építészeti megbízatást azonban szinte egyáltalán nem kapott. Legnagyszerűbb műve e korból Karl Liebknecht és Rosa Luxemburg 1926-ban felavatott expresszionista emlékműve volt, amit a nácik lerombolták.
Korabeli legfontosabb munkái papíron maradtak ugyan, de ezek későbbi munkásságának teljes képét előrevetítették. A friedrichstrassei irodaépület (1919) terve az acélból és üvegből emelt épülettípus egyik első megjelenése volt, és megalapozta a Mies-féle „csont és bőr szerkezet” elvét. Az üveg felhőkarcoló (1921) tervezésekor ezt a megoldást egy olyan magasépület kialakításánál alkalmazta, amelyben az átlátszó homlokzat mögött feltűnik az acélváz. Más elméleti munkáiban a beton- és téglaépületekben, a De Stijl-formákban és a Frank Lloyd Wright-féle elvekben rejlő lehetőségeket kutatta. A meg nem valósult tervei közül néhány az ötletek sokféleségében felülmúlta elkészült későbbi épületeit is.
Mies építész egyénisége a Werkbund 1927-es kiállításán már megmutatkozott, (ekkor már a szervezet alelnöke volt). Egy lakóépület-mintákat bemutató építészeti együttest hozott létre (Weissenhof Siedlung). Európa tizenhat vezető modern építésze, köztük Le Corbusier és maga Mies, harminchárom különböző épületet és lakóházat tervezett. Weissenhof bebizonyította, hogy a háború utáni korszak különböző építészeti csoportjainak törekvései egységesek és mozgalommá forrtak össze. Ami megszületett, az "nem csak egy nemzetközi stílus", hanem átfogóan egymásra épülő eszmei-, technikai-, művészeti- és életfilozófiai rendszer. Nem arattak elsöprő sikert, a kiállítás mégis fontos volt, mert modern villák tervezésével kezdték megbízni a művészeket. Ilyen megbízásra készítette Mies a Tugendhat-villa tervét is a csehországi Brnóban (1930). Ez a csodaszép épület, amely sok üveg és drága építőanyag felhasználásával készült, Le Corbusier Villa Savoye-ja és Frank Lloyd Wright Robie-háza mellett a 20. század legjelentősebb lakóépületének számít. Korszerűségére jellemző, hogy később, Amerikában a Farnsworth House-ban ennek változatát fogalmazta újra (1945-51).
Mies két világháború közti legismertebb műve a német kormány megbízásából az 1929-es világkiállításra tervezett barcelonai német pavilon volt. Az 53,6×17 m-es mészkőtalapzaton álló, gyönyörű terekből kialakított együttest részben könnyű tetővel fedték, részben fedetlen volt. Szerkezete krómozott acéloszlopokból készült. A tereket mézszínű ónixból, zöld márványból és tejüvegből készült falak választották el, bennük csak egy medence aktszoborral, valamint néhány Mies tervezte szék alkotta a berendezést. A krómozott csővázas, Barcelona-székként is ismert bútordarabok a 20. századi bútortervezés klasszikusaivá váltak. Az épületet, mint a 20. század építészetének "modern templom"-át újra felépítették, s mint Barcelona egyik legfőbb idegenforgalmi helye, nagy közönségsikert élvez még ma is.

### Vezetői tevékenysége a Bauhausban
Gropiusnak a Bauhausból történt kiválása után az intézményt Hannes Meyer vezette. Igazgatósága alatt a Bauhaus keretei közt lényeges változások következtek be, egyrészt az oktatás alapvető célja: a művész oktatása/nevelése mellett beindított árutermelés következtében kihangsúlyozódott a termék (épület, bútor, használati tárgy) társadalmi hasznosságának elve, másrészt a Bauhaus szellemét is egyre mélyebben érintette a mindeddig kizárni kívánt, akkori németországi társadalompolitika változékony légköre. Az intézményt fenntartó szervek a korábbi semleges légkör visszaállítását a deklaráltan baloldali szellemű Hannes Meyer menesztésével vélték megoldani, amennyiben helyére megfelelő személyt találnak. Választásuk az akkor már egyértelmű szakmai tekintéllyel bíró Ludwig Mies van der Rohéra esett.
- „Magas, tiszteletet parancsoló alakja, a kifejező fej magabiztosságról és szilárdságról tanúskodott… emlékezik vissza Hese főpolgármester… Kétségtelenül olyan személy volt, akitől remélni lehetett, hogy újrateremti a Bauhaus vezetésének az utóbbi időben egyre csökkenő tekintélyét."

1930-tól, 1933 júliusában történt végleges feloszlatásáig a Bauhaus igazgatója volt, emellett pedig a magasabb évfolyamokban tartott építészeti órákat. Igazgatósága rosszul kezdődött. Meyer elbocsátása miatt a hallgatók sztrájkot szerveztek, s követelték, hogy folytatódjék annak a tudományos alapú, rendszeres alakítástannak a létrehozása, amelyet Hannes Meyer kezdett el. Mies tekintélyelvű vezetéssel és főpolgármesteri segítséggel (és rendőri intézkedéssel) lett úrrá a helyzeten. Új tantervet vezettek be, amelyben a korábbihoz képest lényegesen bővült az építészeti képzés. Mies megszüntette a szakmai műhelyekben folyó termelést, s ennek kiesése érzékenyen érintette az intézmény költségvetését.
Igazgatói működése során a Bauhaus képzési szelleme határozottan az építészoktatás felé tolódott. Az építészképzést megreformálták és három fokozatot alakítottak ki. A harmadik fokozatot kizárólag Mies oktatta.
Új igazgatóként a nyomasztó társadalmi kérdések hidegen hagyták. Az építészetet művészetként értékelte, amelynek fő kérdései a tér, az arányok és az anyag. Ezt képviselte mintaháza is, amelyet a Bauhaus 1931. évi kiállítására tervezett. Ezen a tárlaton a klasszikusan Bauhaus-szellemű építészek, köztük Albers, Volger, Figer, Breuer jellegzetes kislakás-terveket állított ki, míg Mies terve pazarló térszervezéssel és anyaghasználattal az exkluzív lakásépítés kielégítését célozta. Mai szemmel nézve, úgy tűnik, itt jelenik meg Mies van der Rohe (vitathatatlanul kimagasló építészi teljesítménye mellett) következő építészeti korszakának alapjellege: a különleges és nagyvonalú, költséges építészeti feladatok, reprezentatív megoldások felé fordulása.
Mies van der Rohe igazgatói ideje alatt minden tőle elvárhatót megtett a Bauhaus politikamentességének megőrzéséért. 1931-ben rendezvénysorozatot indított az intézetben „az eszmék harcának jegyében”. Brosúrát is készített, amelyben állásfoglalása a következő:
- „A Bauhausnak a modern kultúra megteremtésére tett erőfeszítései ellenére sem kell átpolitizált korunkban elköteleződnie valamely párt iránt”.

Mies minden erőlködése ellenére nem sikerült az intézményben politikamentes légkört fenntartani. A tanintézet alapfeladatai révén mindenképpen érintkeztek a társadalmi környezettel, annak problémái „begyűrűztek” az oktatásba, s a tanítványokba. A korabeli – egyre inkább fasizálódó politikai légkörben – kívülről a Bauhaus baloldali („kommunista”, „bolsevik”) szervezetként jelent meg. Fokozatos politikai és költségvetési szorításokat követve 1932. október 1-jével Dessau város felmondta a műhely fenntartását. Ezen időben két másik város jelentkezett ugyan az intézmény fogadására, de Mies már hónapokkal korábban elhatározta, hogy a Bauhaust Berlinben, magánintézetként fogja fenntartani. Egy használaton kívüli gyárépületben bérelt is új helyet. Az intézményt balsorsa itt is követte. Egy "vitatható korrektségű” házkutatás során az intézet könyvtárában kommunista folyóiratokra bukkantak. 1933. április 11-én a Gestapo lepecsételte az épületet. Az intézmény újraindítására tett sorozatos kísérletek eredménytelenek maradtak. Ezért Mies van dr Rohe a Bauhaust –annak hivatalos megszüntetése előtt – bezárta.

### Szakmai tevékenysége a Bauhaus-korszakot követően
A Bauhaus bezárását követően még néhány évig építészként Berlinben tevékenykedett, néhány tervpályázattal is próbálkozott, ezek azonban az uralkodóvá váló "náci ízlés"-sel nem találkoztak. 1937-ben az USA-ba emigrált.

### Munkássága az Amerikai Egyesült Államokban

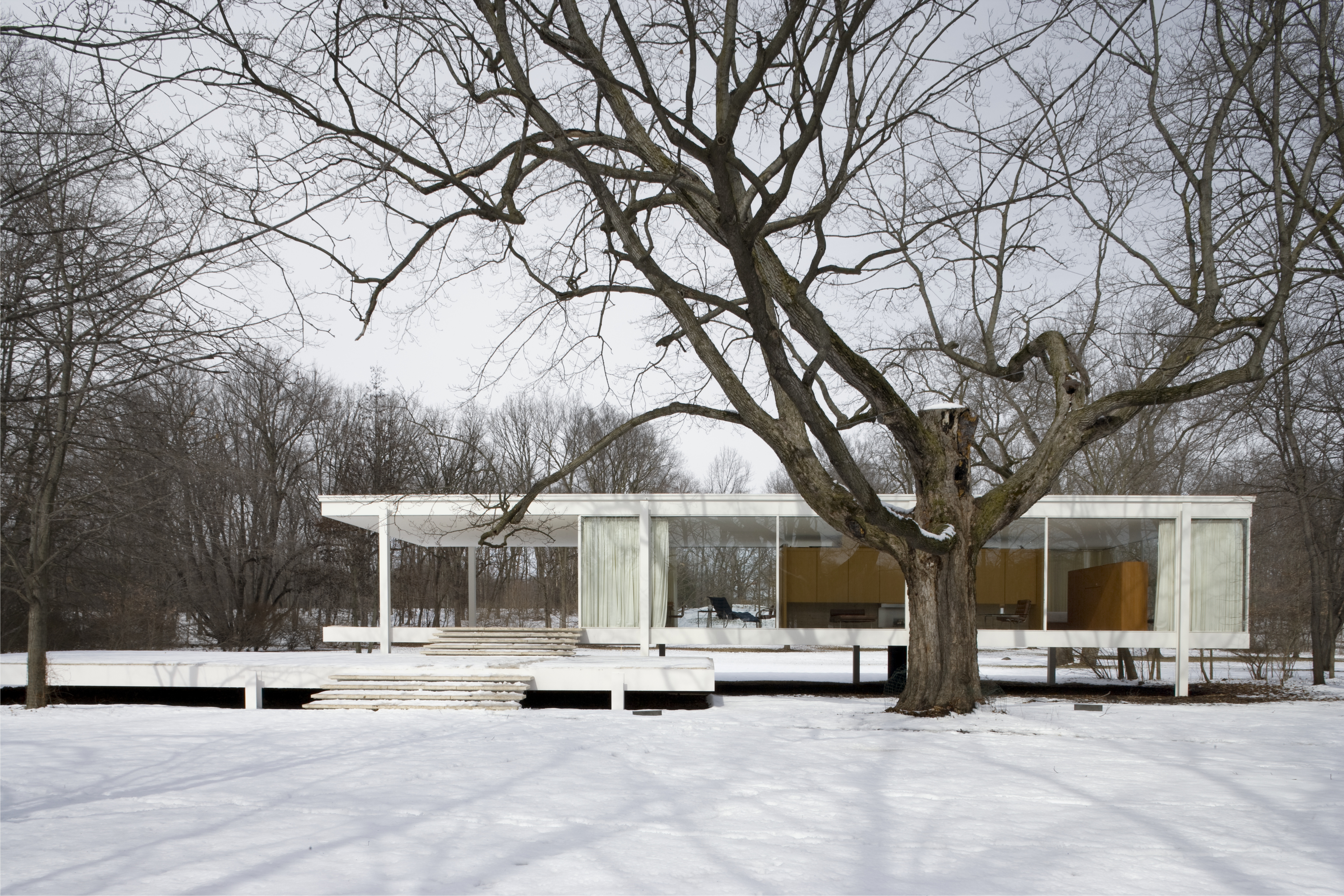
Farnsworth House

1938-ban megbízzák az Illinois Institute of Technology (IIT – abban az időben Armour Intézet) építészeti tagozatának vezetésével. 20 évig áll az intézet élén, és az Egyesült Államok vezető építészeinek egész sorát tanítja, képezi ki. Mint nevelő éppolyan következetesnek, szigorúnak és tántoríthatatlanul elvhűnek bizonyul, mint építészi alkotó munkásságában.
1940-ben megbízást kap az egyetemi negyed rendezési terveinek, majd 1942-1943-ban első épületeinek megtervezésére. Az egész terület számára modulrasztert alakít ki, amelyre nyitott, egymásba átmenő udvarokat képezve helyezi el az épületeket. Ezek szerkezeti állásait is a területi raszterből vezeti le. A szerkezet acélváz, üveg- vagy téglafal kitöltéssel.
Az "IIT" első épületeinek elkészültével párhuzamosan tervezi a Farnsworth House épületét (Plano, 1945-1950), az üveg-acél építészetnek talán a legszebb példáját. Az "I" profilú acélpillérekhez három, vízszintesen lebegő lemez tapad: a terasz, a padlózati és a lefedő födém szerkezete. Közöttük „fellépő" lemezek helyettesítik a lépcsőt. Az üvegfalak mögött egyetlen tér, amelyben „úszva" helyezkedik el a vizes helyiségek blokkja
A födémlemezek „lebegtetésében" még messzebbre megy – az 1950-1951 készített ideáltervben, a 15 × 15 m-es háznál, amelynek két irányban teherbíró födémét összesen négy darab I-acéltámasz tartja az üvegfalak középtengelyében. A „kevés építészetének legszélsőségesebb példája” a kisvárosi múzeum terve, amelyben az épület már szinte eltűnik; csak a bemutatott képzőművészeti alkotások láthatók.
Már a Farnsworth-háznál foglalkoztatja a szabadon berendezhető, alakítható, „univerzális belső tér problémája”. Következetesebb és monumentálisabb formában realizálja ezt az eszméjét az IIT építészeti és formatervező iskolájának épületén, a Crown Hallnál (1952-1956). A tér zavartalansága érdekében már nem csupán a függőleges támaszok kerülnek ki a térből, hanem a vízszintes tartók is, amelyeken a felső födém függ. (Később, a mannheimi színház pályázati tervében ugyanez visszatér.)
Legnagyobb univerzális tere a Convention Hall lett volna; tervei 1953-ban készülnek. Az 50 000 ember befogadására alkalmas teret, a 219,5 méteres fesztávot 9,1 méter magas rácsos tartókból képezett kazettás födém hídalja át. A külső falak hatalmas rácstartó felületűek, amelyeknek átló irányú elemei viszik át a terheket a vasbeton lábakra.
1946-tól egy sor magasházat épít. Klasszikus mintadarabjai: a Lake Shore Drive Apartments Chicagóban (1950-1951. Két, 26 emeletes fém-üveg hasáb áll egymásra merőlegesen úgy, hogy a lakásokból a legjobb kilátás nyílik a Michigan-tóra.) A két épületet fedett átjáró köti össze. Oldalról nézve a homlokzat elé helyezett „I-tartók sora” sűrű rácsozatnak hat, amely takarja, szemből nézve viszont finoman tagolja az üvegfalat. A körbe járás folyamán a zárt mezők felnyílnak, a nyitottak összezárulnak.

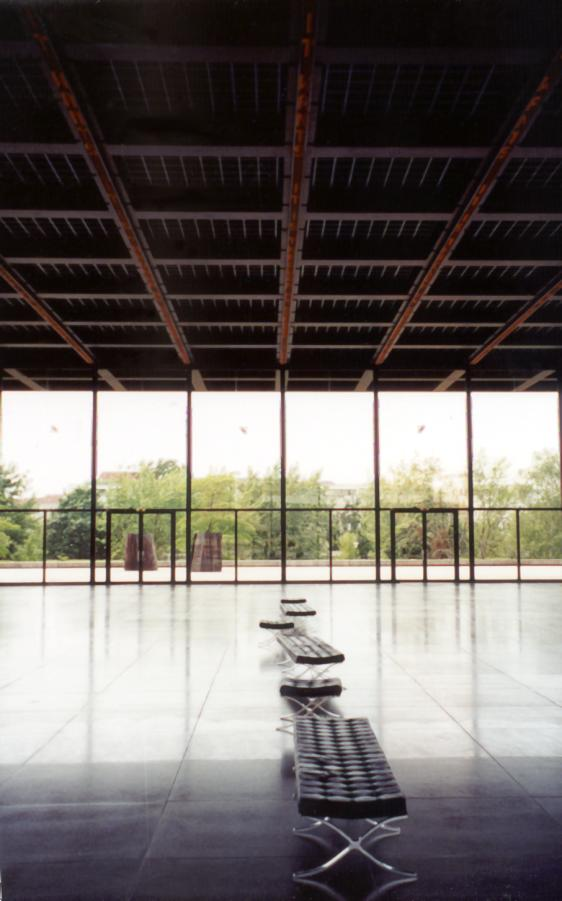
A Neue Nationalgalerie berlini múzeum előtere (Németország)

A Seagram Buildingnél (1958) megtalálta a felhőkarcoló és a függönyfal-szerkezet legmegfelelőbb formáját. Ezt nemes anyagokból (bronz, füstszínű üveg), klasszikusan szimmetrikus, monumentális formában alkalmazza. Két szimmetrikusan elhelyezett vízmedence között, kövezett plazán „vonul fel" a látogató a kétszintes bejárathoz, amely fölött 156 m magasságig húznak fel a bronz I-tartók.

### Kései munkássága

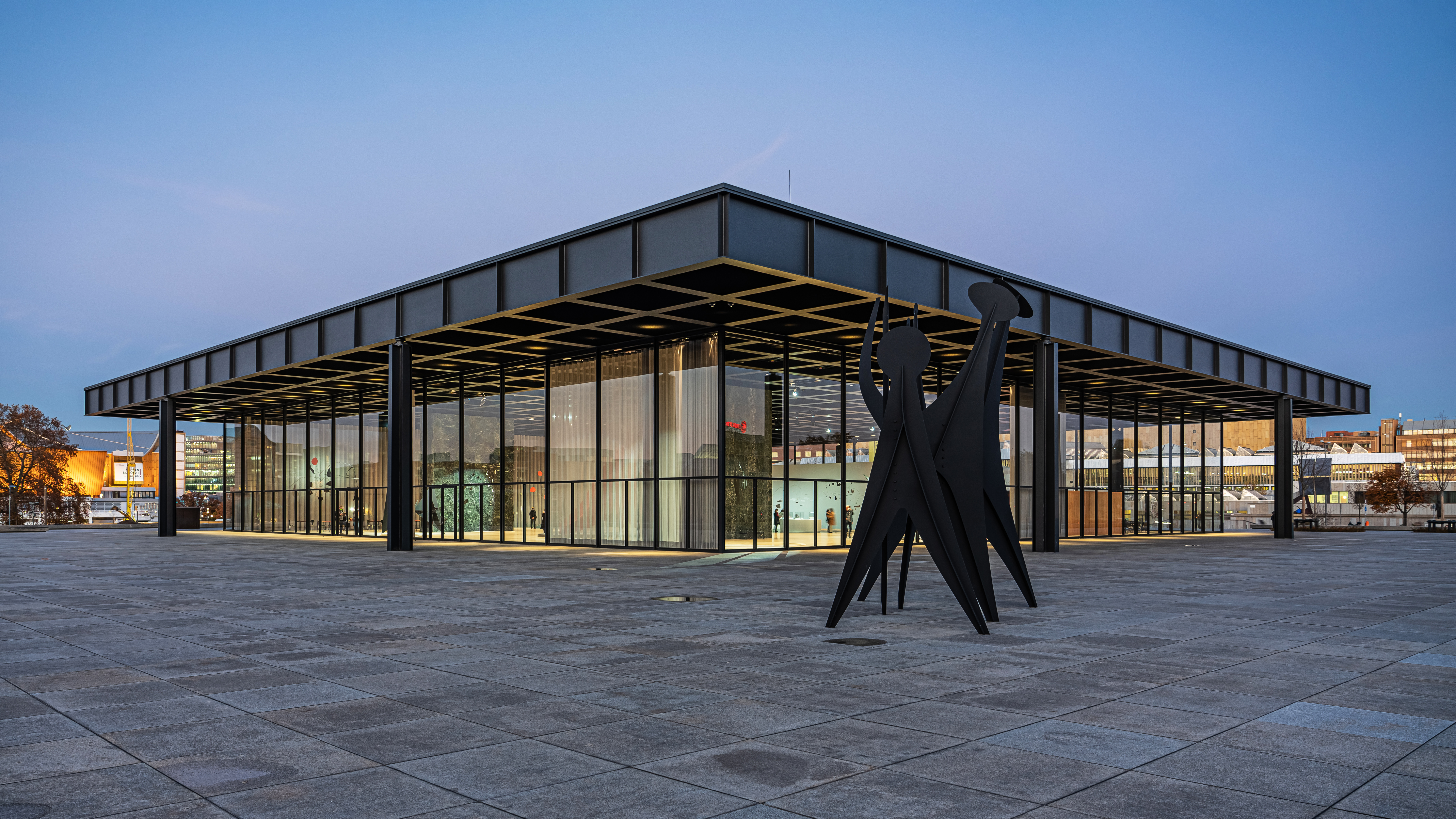
Berlin: Neue Nationalgalerie (az előtérben Alexander Calder szobra)

Élete utolsó szakaszában Miest elárasztják a megbízások. Ekkori magasházai: a chicagói Federal Center együttesének terve (1959-1964) és a megépült US Courthouse and Federal Office Building, amelynél a megtalált formát kétdimenziós lemez esetére alkalmazza.
A mannheimi színház pályázati tervében visszatér (1953), újra „univerzális belső tér problémája”. Hét darab rácsos acéltartón függ a felső födém. A talajszint felett 4,5 méterrel, hatalmas üvegdobozban, a foyer-k által körülvéve „úszik" az egymással szembefordított két nézőtér és színpad, valamint tartozékainak tömbje. A sötét márványlábazat a belépő és a ruhatári tereket fogadja magába.
1958-ban – megbízást kap Santiagóba (Kuba), a Bacardi irodaház tervezésére. Az új körülmények alkalmat adnak az eddigiektől eltérő irodaház-típus kialakítására. Széles talapzaton, négyzet alaprajzú, egyszintes „üvegdoboz" áll. A sarkoktól 7,5 m-re minden oldalon 2-2 karcsúsodó vasbeton pillér tart egy kb. 450 m²-es két irányban teherbíró kazettás födémszerkezetet.
A sarkok szabadon lebegnek (mint a 15 × 15 m-es háznál). A füstszínű üvegfalak 6 m-rel a lemez éle mögé, árnyékba kerülnek. Az üvegfalak egyetlen fogadóteret zárnak magukba, amelyet szabadon álló lemezek tagolnak. A szükséges kiszolgáló helyiségeket a talapzat rejti magába.
A Neue Nationalgalerie (Nyugat-Berlin, Potsdamer Straße, 1962-1968) ennek a formarendszernek a variációja, acélból. A megemelt talapzaton álló üvegdoboz feletti két irányban teherhordó kazettás mennyezet terheit oldalanként 2-2 acélpillér golyóscsukló közvetítésével vezeti le. A felső szint a kiállítási tér; innen vezetnek le a lépcsők a múzeum kiállítási helyiségeibe.

## Életműve, építészettörténeti jelentősége
Mies van der Rohe munkássága nem olyan szerteágazó, mint Le Corbusier-é és Gropiusé, de hármuk közül ő az, akinek az építészet mesterségbeli részéhez a legtöbb érzéke van. „Következésképpen ő az, aki a korszerű nagyipar technikai feltételeit legkorábban felismeri, és következményeit legtisztábban érvényesíti; aki korunk – különösképpen az acél-üveg építészet – szótárát megteremti” (B.J.).
Épületei lényegében nem funkcionálisak. (A Barcelona-pavilonban nincs hely a kiállítási tárgyak részére, Gropius a Tugendhat-villa épületét találóan „Sonntagshaus”-nak, vasárnapi háznak nevezi. A Crown Hall egységes terében minden székreccsenés visszhangzik. A Farnsworth House nem elég magas, így többször is elöntötte a közeli folyó, és rossz az energiahatékonysága.) Mies hajlamos a nem főfunkciókat az alagsorba internálni. Kérdéses az is, hogy az európai és az USA-beli lakásszokások összeegyeztethetőek-e az „egyterű lakás” eszméjével.
Épületei végletessé élezett, absztrakt válaszok a modern élet és a technika által felvetett kérdésekre; példaképek, amelyeket majd követői fordítanak le – jól-rosszul – a mindennapi gyakorlat nyelvére, mint ahogyan a tudományos alapkutatások eredményei is az alkalmazott kutatások folyamatában válnak termelőerővé.
E helyütt célszerű, hogy néhány összehasonlító szó essék a modern építészet kibontakozását meghatározó Bauhaus-mozgalom legfőbb képviselőinek a Bauhaus-korszakot követő „egyéni építészeti munkásságáról”.
Kétséget kizáróan Gropius volt az, aki a Bauhaus programjának meghatározásával tovagördítette – az egyébként már William Morriséktól érlelődő – kulturális megújhodást. Élete végéig kitartott az építészet funkcionalista, szerkezet- és rendszerelvű gyakorlata mellett. Ő indította el az emberi (lakó)szükségletek számbavételét, mennyiségi igényeinek (modul- és raszter-rendszer, „Existenzminimum”) csoportosítását és kapcsolódásait. Ezeket lényegében végigvezette „Siedlung”- (azaz telep) méretekig. De eközben mindenkor megmaradt építésznek, épületben gondolkodónak, nem vált sem urbanistává, sem iparművésszé, ezeket az „építészeti eszme alá” rendelte).
A magyar Breuer Marcell – Gropius tanítványa – amerikai korszakában vált építésszé (habár építész-képzésben nem részesült). Munkássága kezdetben összenőtt Gropuiséval, majd attól elválva, de eszméit tovább folytatva, vált az „egyedi (magán) lakásépítés” kiemelkedő képviselőjévé (vélhető, hogy szerkezetismereti korlátait vállalkozótársakkal feloldva), tulajdonképpen a tehetősebb és igényesebb társadalmi réteg életvitelének lakásigényei kielégítésével. Kiváló forma-, tömeg- és anyaghasználati módjával e területen példamutató eredményekkel büszkélkedhetett (még nagy méretű közösségi projektekben is), ami jó ”vállalkozóképességekkel” is párosult.
A szerencsétlen sorsú, egy ideig Bauhaus-igazgatóként tevékenykedő svájci építész: Hannes Meyer volt a felsoroltak közül a legfogékonyabb a korszak forrongó szociális eszméire, amelyek – részben az ipari forradalom (gép-korszak) szülte egzisztenciális problémákat (a kézművesség feleslegessé válása,) hozta felszínre, másrészt a tömegek elfogadhatatlan élet- és lakáskörülményei, az ezekre adandó szakmai és kollektív szociális (nemzeti, városi) intézkedési igények – felé fordította figyelmét, építész nyelvre fordítva a kollektív-ház, tömeges lakásépítés, a „Siedlung” (telep-, város)-méretű programok elvi-, módszertani- és hatósági akciók kérdései felé. Ezért ment a Bauhaus-korszak után a Szovjetunióba, majd Brazíliába, végül – feltehetően kiábrándulva – svájci hazájába.
Mies van der Rohe építész pályafutásának kezdetekor kialakított, és végig konok következetességgel dédelgetett építészeti ideákat valósított meg, mint az egységes, összefüggő tér gondolata (Barcelonától Ilinoisig), vagy az üvegfalú felhőkarcoló (korai ideális terveitől Chicagoig), tiszta szerkezeti rendszerek, az egyszerűség, a szerkezeti igényesség és építészeti esztétikai maximálisra való törekvés (Barcelonától az egyetemi- és múzeumépületekig).
Mies azonnal felfogta, hogy igényes és különleges ideáinak megvalósításához különleges feltételekre van szüksége (tehetős építtetőkre, magas szintű, minőségi anyagokat gyártó iparra, magas szintű, minőségi munkára képes építőiparra és – a mindezeket magas szintű produktummá megálmodni és irányítani tudó – építészre, illetve „építész-team”-re. Az adott korban mindezeket csak az Egyesült Államokban találhatta meg. Ezért mondhatjuk, hogy Mies van der Rohe „...korunkban – amikor cél és eszköz oly gyakran helyet cserélnek – nem a technikának alávetett, hanem a technika eszközeit a szépség, az egyetemes emberi értékek szolgálatába állító kísérletező/alkotó építész messzire világító példája”-ként marad fenn.

## Magyarul megjelent művei
- Mies van der Rohe írásaiból; szerk. Vámossy Ferenc, közrem. H. Sipos Edith, Bonta János, ford. Petrovics Emilné; Magyar Építőművészek Szövetsége, Bp., 1972 (A Magyar Építőművészek Szövetségének elméleti sorozata)

### Ideiglenes képforrások
A barcelonai kiállítási pavilonhoz: 
Mies van der Rohe további műveihez 
Mies van der Rohe műveihez: 